# Вустер (округ, Массачусетс)
Округ Вустер (англ. Worcester County) располагается в штате Массачусетс, США.
Официально образован 2 апреля 1731 года. По состоянию на 2010 год, численность населения составляла 798 552 человека.
В городе Фитчберг округа Вустер имеется художественный музей.

## География
По данным Бюро переписи США, общая площадь округа равняется 4089,614 км2, из которых 3913,494 км2 суша и 176,120 км2 или 4,300 % это водоёмы.

## Население
По данным переписи населения 2000 года в округе проживает 750 963 жителей в составе 283 927 домашних хозяйств и 192 502 семьи. Плотность населения составляет 192,00 человека на км2. На территории округа насчитывается 298 159 жилых строений, при плотности застройки около 76,00-ти строений на км2. Расовый состав населения: белые — 89,61 %, афроамериканцы — 2,73 %, коренные американцы (индейцы) — 0,25 %, азиаты — 2,62 %, гавайцы — 0,04 %, представители других рас — 2,93 %, представители двух или более рас — 1,82 %. Испаноязычные составляли 6,77 % населения независимо от расы.
В составе 33,60 % из общего числа домашних хозяйств проживают дети в возрасте до 18 лет, 52,50 % домашних хозяйств представляют собой супружеские пары проживающие вместе, 11,40 % домашних хозяйств представляют собой одиноких женщин без супруга, 32,20 % домашних хозяйств не имеют отношения к семьям, 26,20 % домашних хозяйств состоят из одного человека, 10,40 % домашних хозяйств состоят из престарелых (65 лет и старше), проживающих в одиночестве. Средний размер домашнего хозяйства составляет 2,56 человека, и средний размер семьи 3,11 человека.
Возрастной состав округа: 25,60 % моложе 18 лет, 8,40 % от 18 до 24, 31,10 % от 25 до 44, 21,80 % от 45 до 64 и 21,80 % от 65 и старше. Средний возраст жителя округа 36 лет. На каждые 100 женщин приходится 95,50 мужчин. На каждые 100 женщин старше 18 лет приходится 92,10 мужчин.
Средний доход на домохозяйство в округе составлял 47 874 USD, на семью — 58 394 USD. Среднестатистический заработок мужчины был 42 261 USD против 30 516 USD для женщины. Доход на душу населения составлял 22 983 USD. Около 6,80 % семей и 9,20 % общего населения находились ниже черты бедности, в том числе — 11,30 % молодежи (тех, кому ещё не исполнилось 18 лет) и 9,50 % тех, кому было уже больше 65 лет.